# Gise Höna naturreservat
Gise Höna är ett naturreservat i Ronneby kommun i Blekinge län.
Reservatet är skyddat sedan 2004 och omfattar 1,5 hektar. Det är beläget norr om Johannishus och består av en sedan många år orörd bokskog.
Detta område med bokskog fridlystes som naturminne 1961 och bestod då av fyra hektar. Det kallades då från början Johannishus bokskogsreservat. Nu är bara en mindre del skyddat och då namnändrat till Gise Höna. All död ved inklusive lågor och högstubbar utgör en viktig resurs för olika insekter, svampar, mossor och lavar.